# Andrew Bonar Law
Andrew Bonar Law (16 de septiembre de 1858-30 de octubre de 1923) fue un político y hombre de estado británico nacido en Canadá. Militó en el Partido Conservador y fue primer ministro del Reino Unido entre 1922 hasta 1923.
Accedió al poder en 1922 tras la victoria de los conservadores en las elecciones de noviembre de ese año, aprovechando la debacle liberal tras la dimisión de Lloyd George. Su breve gobierno de 211 días apenas tuvo puntos destacables aunque realizó algunas medidas como bajar los impuestos directos sobre las rentas. Tuvo que dejar el gobierno por un cáncer de esófago en mayo de 1923, muriendo en el mes de octubre de ese mismo año.

## Biografía
Law nació el 16 de septiembre de 1858 en Kingston (actual Five Rivers), Nuevo Brunswick, hijo del reverendo James Law, ministro de la Iglesia Libre de Escocia, y de su esposa Eliza Kidston Law. Era de ascendencia escocesa e irlandesa (principalmente escocesa del Ulster). En el momento de su nacimiento, Nueva Brunswick aún era una colonia independiente, ya que la confederación canadiense no se formó hasta 1867. En un principio, su madre quiso ponerle el nombre de Robert Murray M'Cheyne, un predicador al que admiraba mucho, pero como su hermano mayor ya se llamaba Robert, le pusieron el nombre de Andrew Bonar, biógrafo de M'Cheyne. A lo largo de su vida siempre fue llamado Bonar por su familia y amigos íntimos, nunca Andrew. Al principio firmaba como A. B. Law, pero a los treinta años pasó a llamarse A. Bonar Law. El público se refería a él como Bonar Law.